# Lautaro Díaz
Lautaro Díaz Silva (María Elena, región de Antofagasta, Chile, 1953) es un pintor y escultor hispanochileno.

## Origen

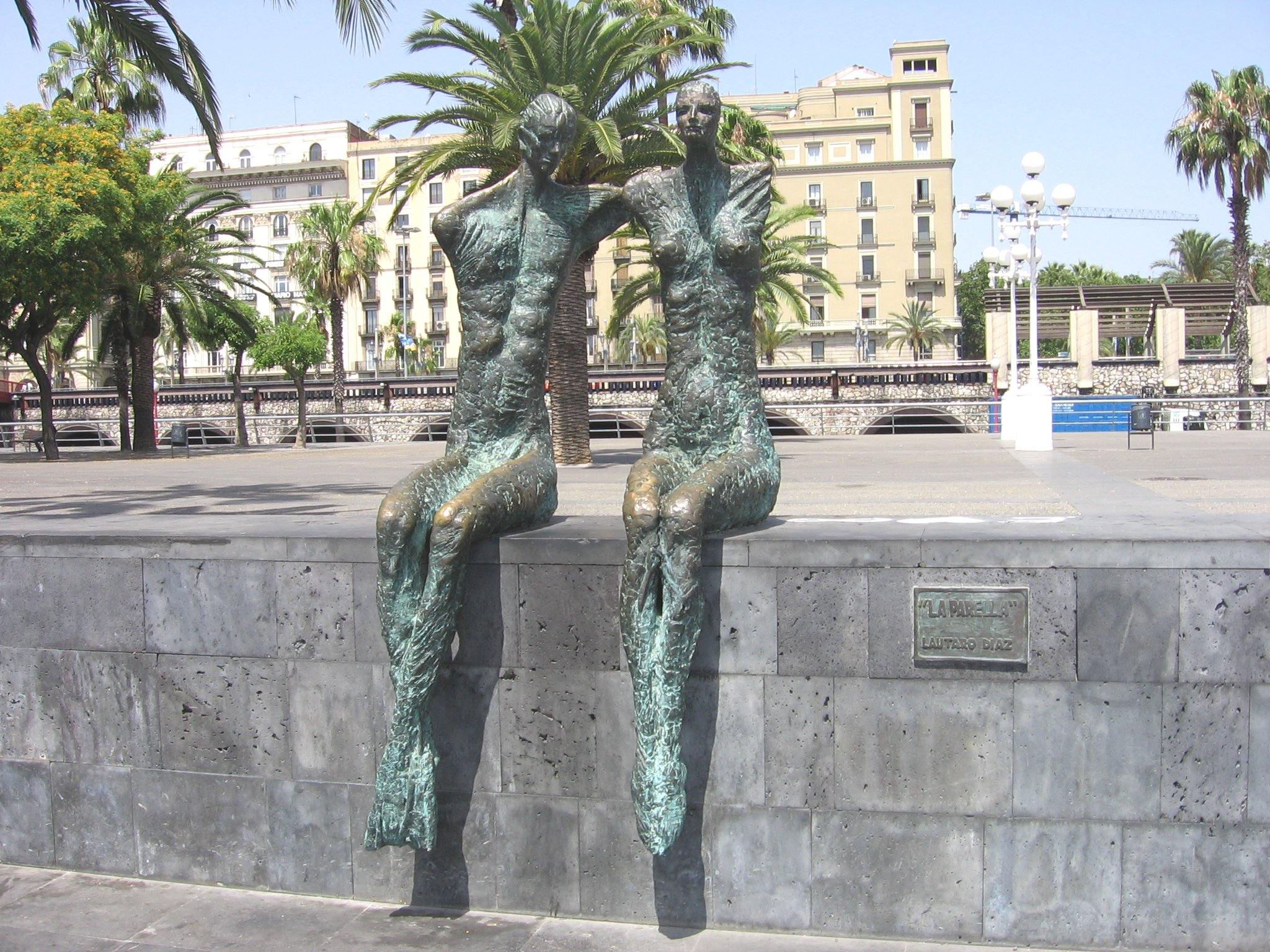
La pareja (2002), Moll de Bosch i Alsina (más conocido por Moll de la Fusta), Barcelona

Lautaro Díaz Silva nació como sexto hijo de Lidia Celinda Silva Sepúlveda y Gaspar Segundo Díaz Gallardo. Su infancia la vivió en la ciudad de Vallenar, Región de Atacama, de donde provienen sus padres. Posteriormente en 1963 su familia se trasladó por motivos laborales a Valparaíso, ciudad-puerto que Lautaro siempre consideró su hogar, ya que fue allí donde se despertó su interés por el arte.

## Estudios y estancias académicas
En 1972, comenzó sus estudios artísticos en la Escuela Municipal de Bellas Artes de Valparaíso, sin embargo, un año después tuvo que interrumpir los estudios debido al golpe militar del 11 de septiembre, brutal dictadura militar con 17 años de duración, bajo la cual su familia fue extremadamente afectada. En 1977, recibió una beca del Ministerio de Cultura de Polonia para continuar sus estudios en la Academia de Bellas Artes de Varsovia en la Facultad de Escultura, donde fue alumno del escultor Gustaw Zemła. Allí forjó estrechas y duraderas amistades con artistas como Władysław Klamerus y Maksymilian Biskupski.
Durante las vacaciones semestrales, Lautaro Díaz Silva solía visitar regularmente la región del Ruhr en Alemania. En 1983, viajó durante las vacaciones a Canadá para participar en un simposio de escultura en Saskatoon.
En 1983, completó su licenciatura en Bellas Artes y comenzó estudios avanzados en escenografía teatral en Cracovia, donde fue alumno del dramaturgo Tadeusz Kantor y del director Andrzej Wajda.

## Obra artística y exposiciones
La obra artística de Lautaro Díaz Silva de marcado carácter expresionista, abarca principalmente pinturas al óleo y acrílico, esculturas en bronce, además de obras en yeso y madera, dibujos a carbón, pastel, tinta y diversas técnicas mixtas, así como obras de arte audiovisual.
En 1982, Lautaro Díaz Silva creó un mural en un edificio de la Universidad de Bochum.Tuvo su primera exposición de pinturas en la Galería Mały Rynek de Cracovia en 1984, donde leyó su manifiesto titulado “Concepción plástica del realismo mágico”, inspirado en la corriente literaria en auge durante aquella época. Ese mismo año contrae matrimonio en Varsovia con Elzbieta Anna Mrugasiewicz Muller, con la cual se mudó a Barcelona, donde nació su hija Maga. Sus obras fueron expuestas en la Galería Taller de Picasso bajo la dirección de su marchante catalán, Jordi Costa.
Entre 1988 y 1995, Lautaro Díaz Silva vivió en Santiago de Chile, donde impartió clases de escenografía teatral en el Instituto Teatral Bertolt Brecht. Sus obras se expusieron en la Galería Lawrence y en la Galería Bucci en Santiago, en la galería del ayuntamiento de Valparaíso, en la Universidad de Concepción y en Viña del Mar.
Durante este tiempo, también se realizaron exposiciones de sus obras en Barcelona en la Galería Taller de Picasso (1992), así como en el histórico restaurante modernista Els Quatre Gats (1992), bajo el título "Els millors de la dècada" ("Lo mejor de la década"), en la Casa Bas en Capellades (Cataluña, España) (1993), bajo el título "Memòries d’aigua" ("Recuerdos del agua"), en la Haus Kemnade en Hattingen y en el Museo de Arte de Bochum, bajo el título "Von Valparaíso nach Bochum" ("De Valparaíso a Bochum").

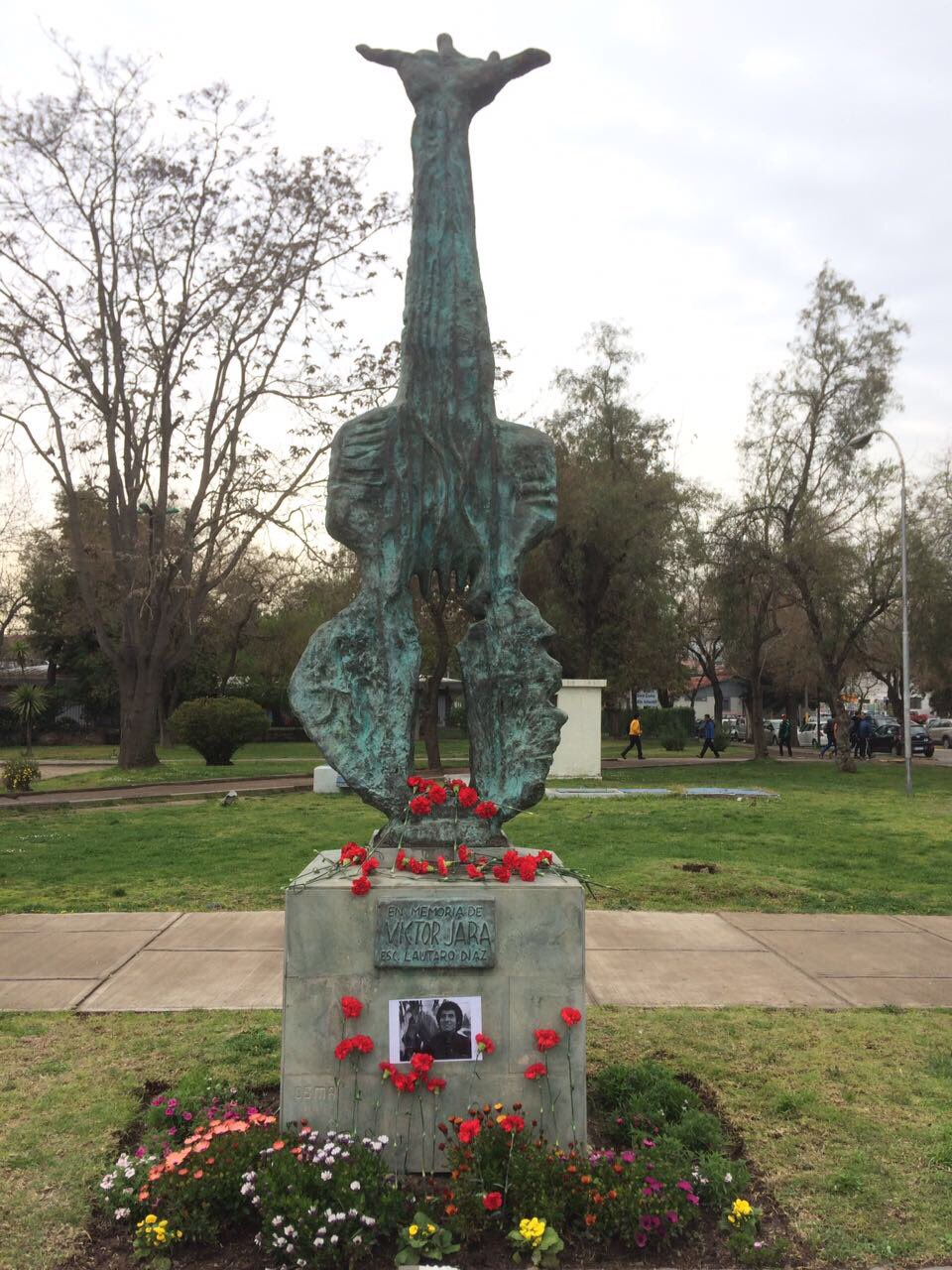
Escultura en homenaje a Víctor Jara, Universidad de Santiago de Chile

Desde 1995, Lautaro Díaz Silva volvió a residir en Barcelona, durante este tiempo, creó placas conmemorativas y numerosas esculturas de bronce que están expuestas en espacios públicos: para Salvador Allende en Barcelona (1997), Tarragona (1997), Lérida (1998)   y Badalona (2000) y para Víctor Jara (1998), en la Plaza Karl Marx, Barcelona. Entre sus obras más destacadas se encuentra la escultura de bronce "La parella" ("La pareja") (2002), de tres metros de altura, ubicada en Moll de la Fusta, en el puerto de Barcelona; así como la escultura “Guitarra” inspirada en Víctor Jara, (2003), obra que el artista donó a la Universidad de Santiago de Chile (anteriormente Universidad Técnica UTE). Esta escultura, fundida en bronce en Valls (Cataluña), representa una guitarra de cuatro metros de altura, que culmina en una mano abierta hacia el cielo. Además, sus pinturas y esculturas fueron expuestas en el KUNSTFORUM Seligenstadt. (1996), en la Galería Test en Varsovia (1997), bajo el título ”El  dolor de nacer“, donde también se recitaron sus poemas "Circunstanciales", en la Galería Groc Art en Barcelona (1999 y 2000), y en el Centre de Cultura Contemporània de Pardiñas en Lérida (2003). En octubre de 1993 el artista fue invitado a las actividades conmemorativas del centenario del Modernismo catalán por el ayuntamiento de Sitges, recibiendo un homenaje junto a otros artistas del mundo.

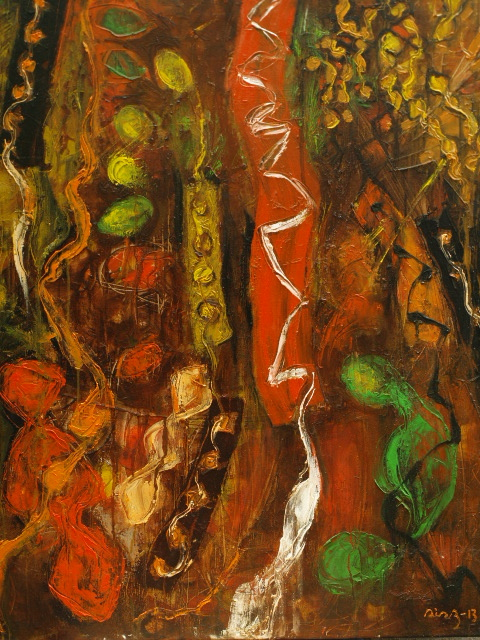
Serie Genética, 2013, óleo sobre tela, 81x65 cm

De 2006 a 2016, Lautaro Díaz Silva vivió y trabajó principalmente en Berlín. Durante estos años, desarrolló la temática “Criaturas” que ya había esbozado en los años 90 en sus cuadernos de viajes en Bochum y Santiago. Al inicio, las formas flotantes de estos seres surgieron de manera natural dentro de desordenados espacios. Después del 2000, estas abstractas figuras comenzaron a adoptar interesantes metamorfosis casi humanas. A lo largo de todo este proceso, da la impresión de que Lautaro Díaz Silva tenía la finalidad de representar su orgánico concepto del Génesis bíblico llevado en un orden muy personal. En 2009, aparecen motivos genéticos, iconografía que le acompañarían durante mucho tiempo. En Berlín participó en numerosas exposiciones individuales y colectivas, como en el Kunstverein Kraftwerk, bajo la dirección del pintor japonés Eici Sonoda (2006) y en la galería de Irene Eichler en Auguststraße, también expuso en la galería KUNSTFORUM en Seligenstadt (2008], en la galería artAcasa (2012) en Barcelona y en su taller en Berlín (2015). Además, creó numerosas esculturas de yeso, que aún pueden verse en el jardín trasero en Wartenburgstraße 5 en Berlín. En 2008, Lautaro Díaz Silva también impartió un semestre de historia del arte español en la Facultad de Iberística de la Universidad de Varsovia.
En 2010, Lautaro Díaz Silva comenzó a realizar trabajos audiovisuales, vídeos poéticos que les llama “cartas para el futuro”, se produjeron quince en colaboración con su hija Maga Díaz Mrugasiewicz, que están disponibles en YouTube. En 2011, viajó a Santiago de Chile, donde creó la escultura “El vuelo” en la casa de la familia Recabarren González. La escultura simboliza a las víctimas de la dictadura militar, con cuatro palomas entrelazadas que vuelan esperanzadas hacia el cielo.

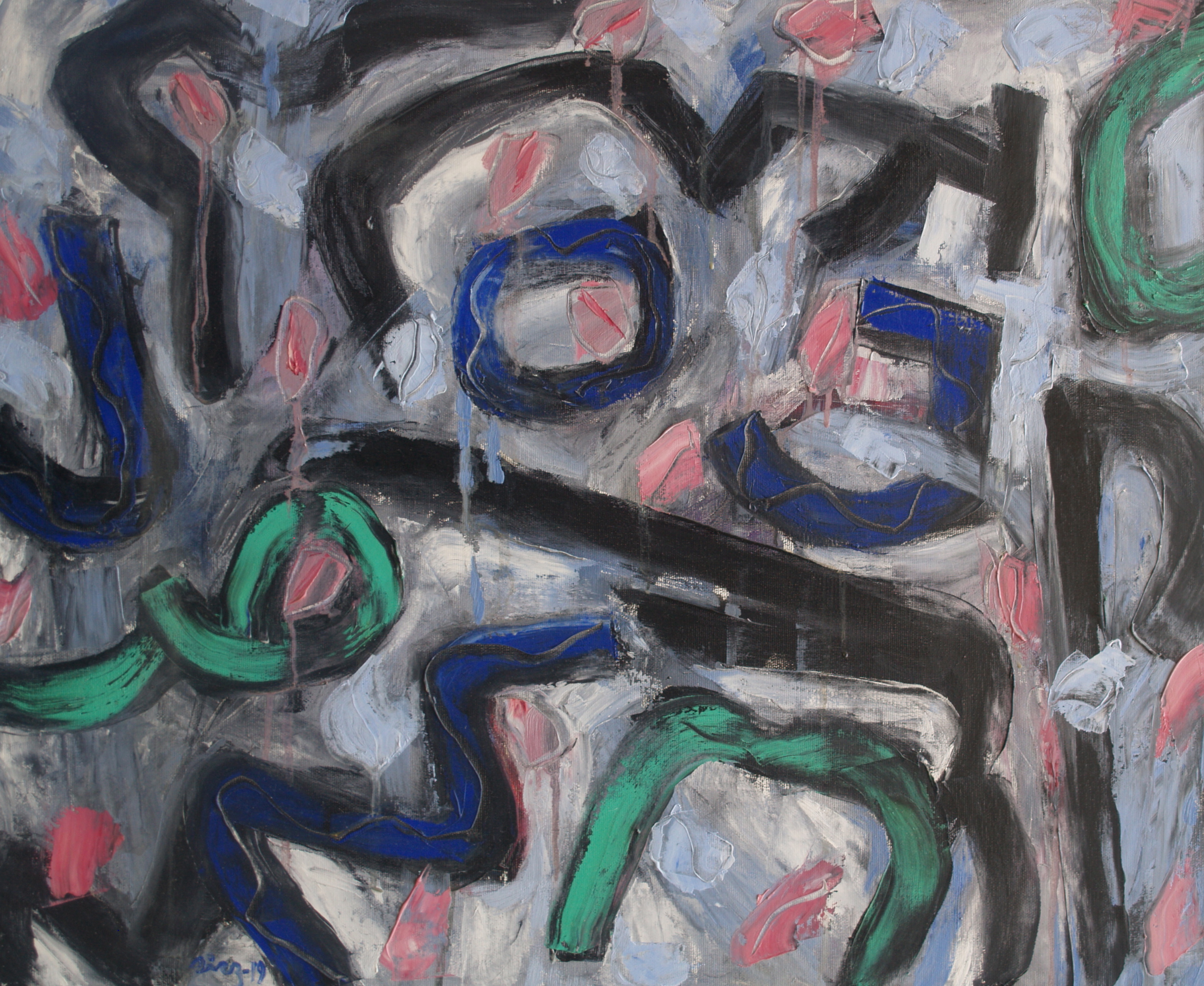
Serie Escritura 2019, óleo sobre tela, 60x73 cm

En 2015, creó una serie de retratos y bodegones a los cuales el artista denominó “naturalezas vivas”. Tras su regreso a Barcelona en 2016, produjo lienzos llenos de símbolos que recuerdan a escrituras ancestrales. Como consecuencia, su producción artística de los últimos años evolucionó hacia formas de expresión más intelectual, con figuras espontáneas en un sistema gráfico que se centra en composiciones fascinantes, pero lejos de mensajes lingüísticos, aunque se imponen formas logográficas. Todas estas obras se expusieron en 2018 durante dos meses en la galería GH36 en Berlín.

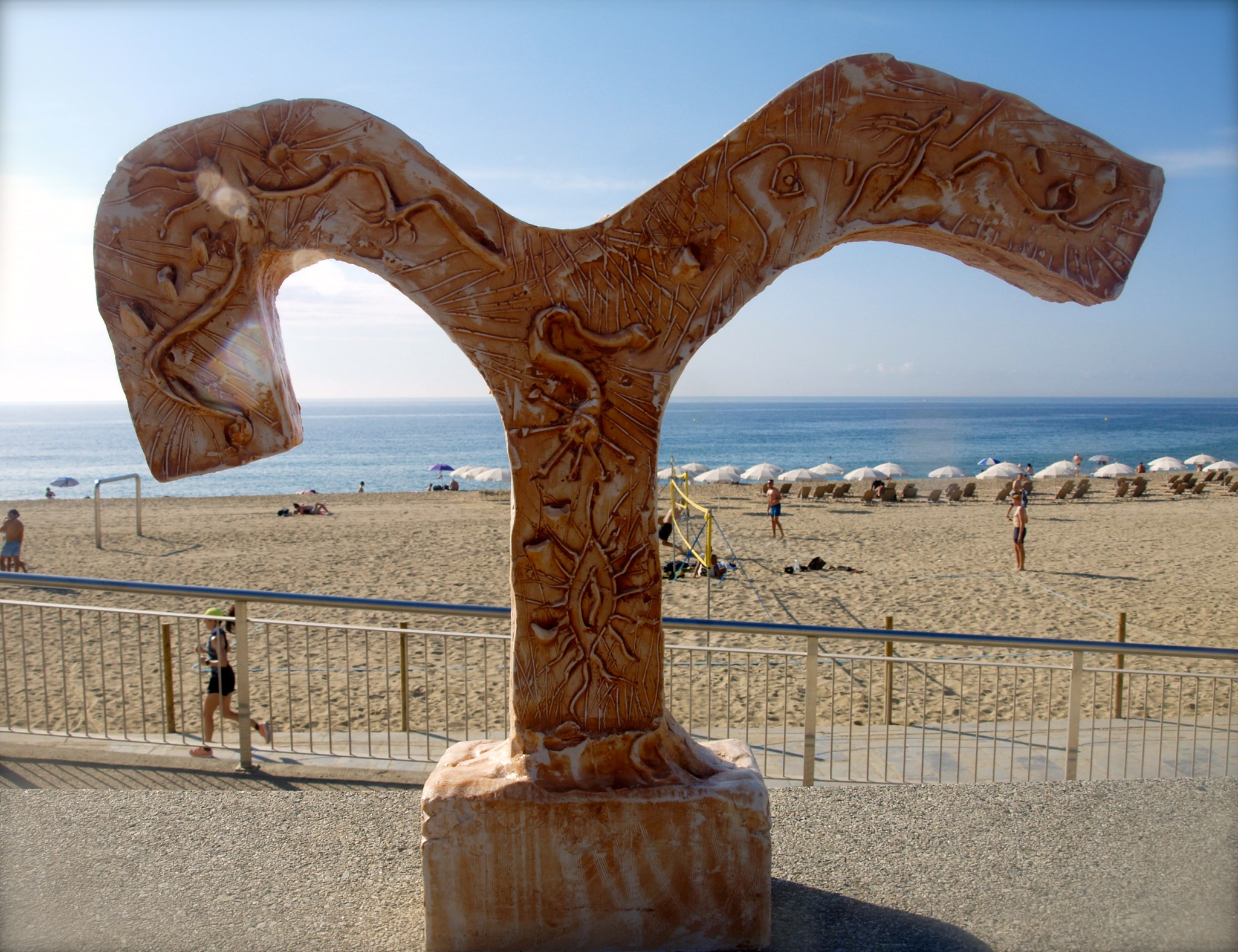
La gaviota, 2020, escultura en yeso, 43x50x10

En 2021, el artista creó varias esculturas de yeso de 50 cm de altura, que retomaban sus signos gráficos ya pintados anteriormente, persiguiendo una visión monumentalista de dichas formas. En 2022, falleció su esposa Elzbieta como consecuencia de una variante del coronavirus. Un año antes había editado su autobiografía titulada "Dziekanka Autobiografía de una camuflada". El mismo año Lautaro Díaz Silva participó en una exposición de sus obras en el taller de su amigo Frank Lindenberg en Auguststraße 61, en Berlín. 
Con motivo del 50º aniversario del golpe militar en su país natal, Lautaro Díaz Silva fue invitado por la Fundación Fritz Bauer en Bochum para restaurar el mural que había pintado como estudiante en la Universidad de Bochum. Dado que el edificio donde se encontraba el mural va a ser demolido, este objetivo no pudo alcanzarse. Por ello, el artista diseñó una nueva interpretación que, 40 años después, debía acercarse lo más posible al original. Se trata de una gran pintura, un cuadríptico de seis metros de largo y 120 cm de altura, que el artista donó al Fritz Bauer Forum.
En octubre de 2024 la Escuela Municipal de Bellas Artes de Valparaíso le confirió un diploma de honor con el título de Licenciado en Arte en la especialidad de pintura.
Actualmente el artista reside y trabaja en Barcelona.